# Műszaki határzár

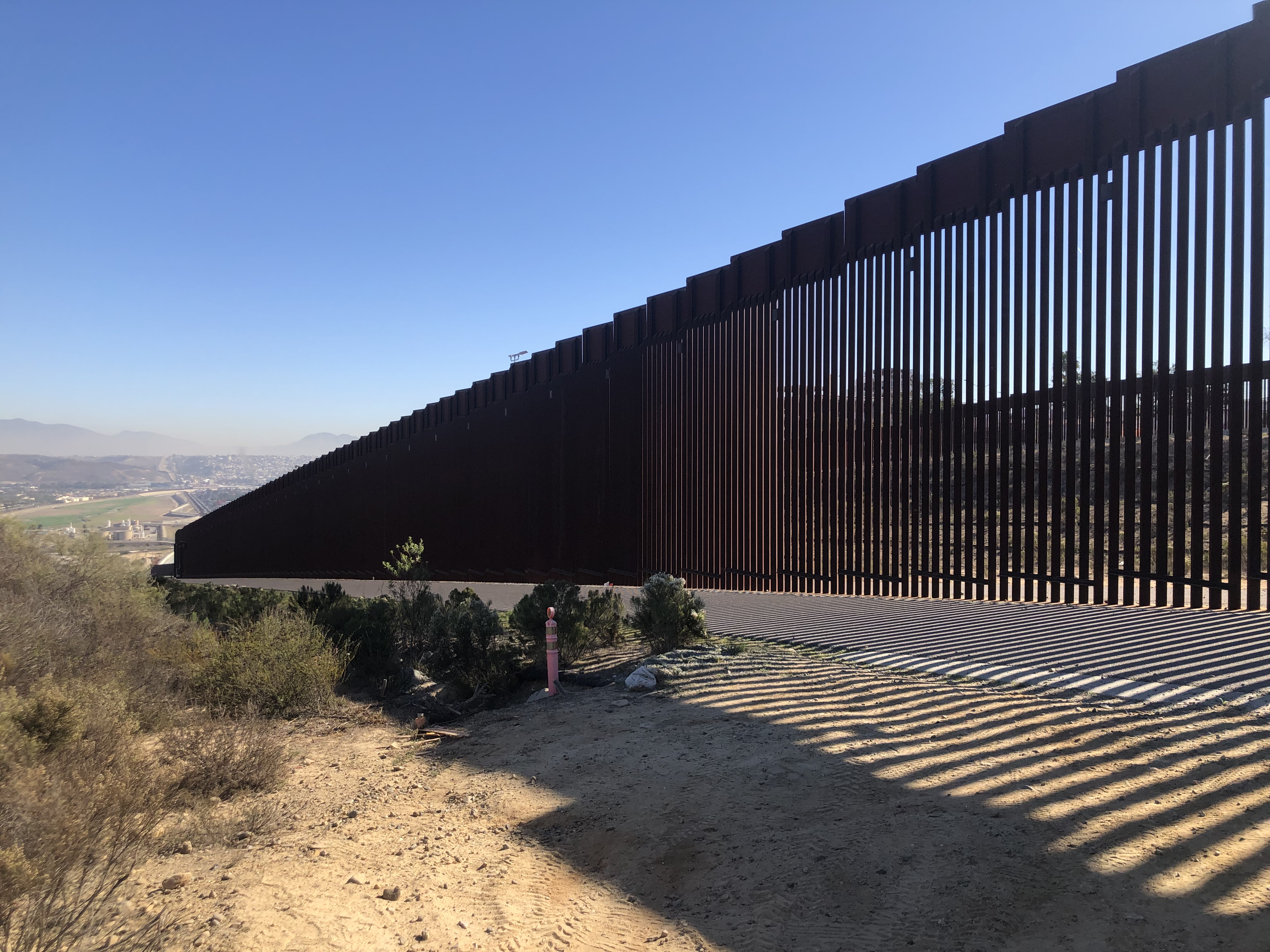
A szárazföldön közel teljes hosszban kiépült kerítés az Egyesült Államok és Mexikó határán, 2021-ben

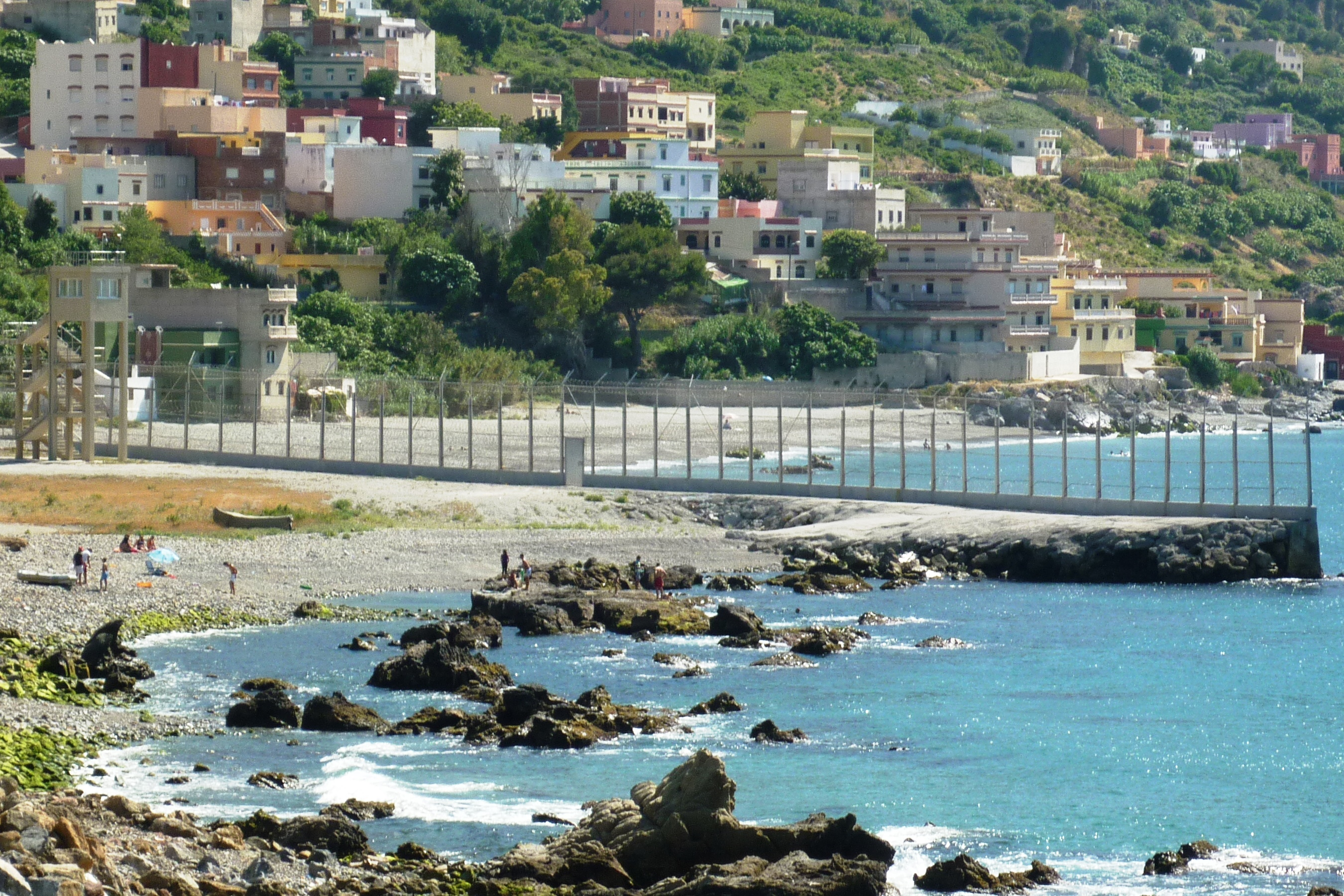
A ceutai határzár a tengerparton Marokkó és Spanyolország között

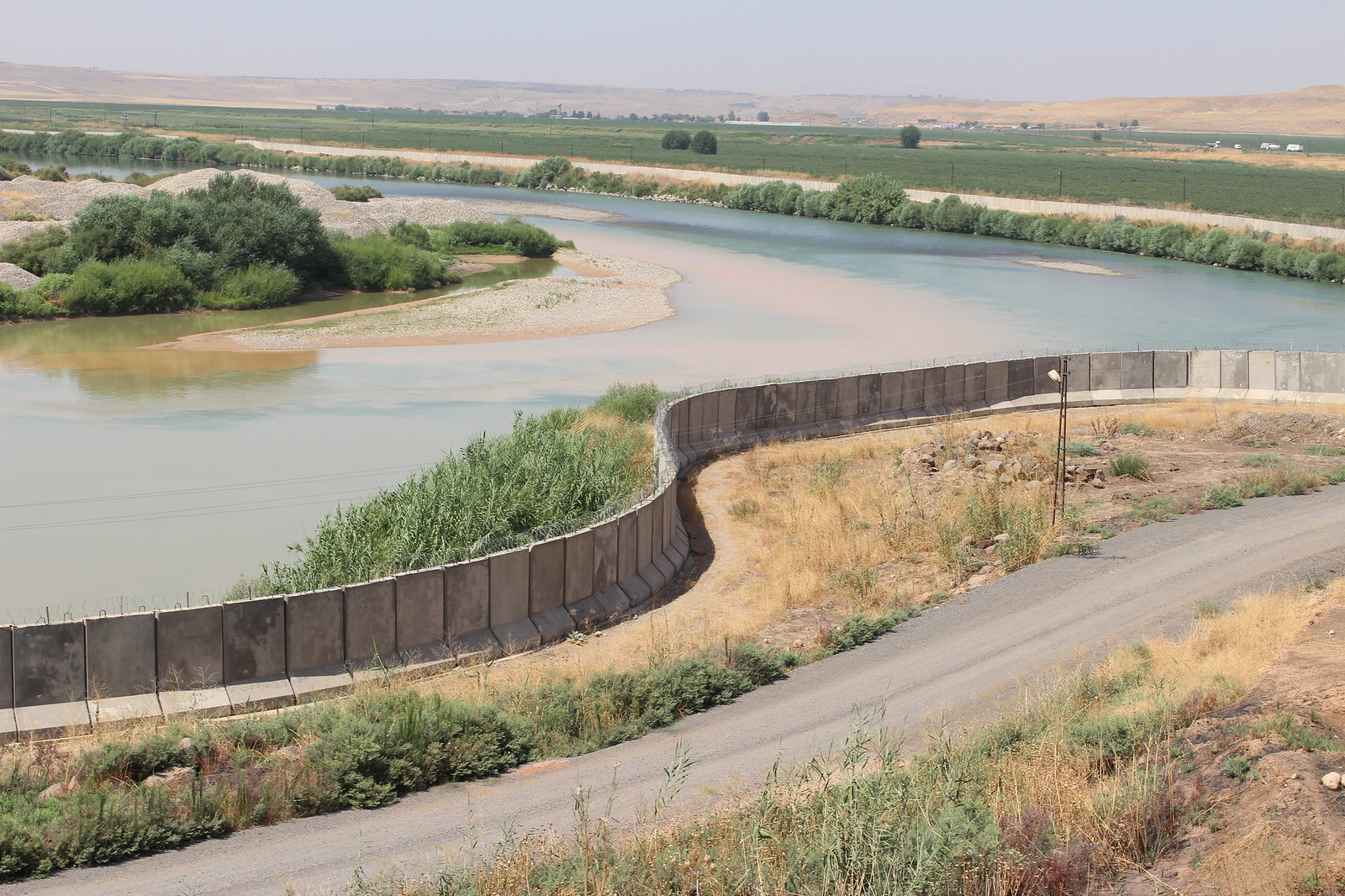
Törökország és Szíria között megépült határzár

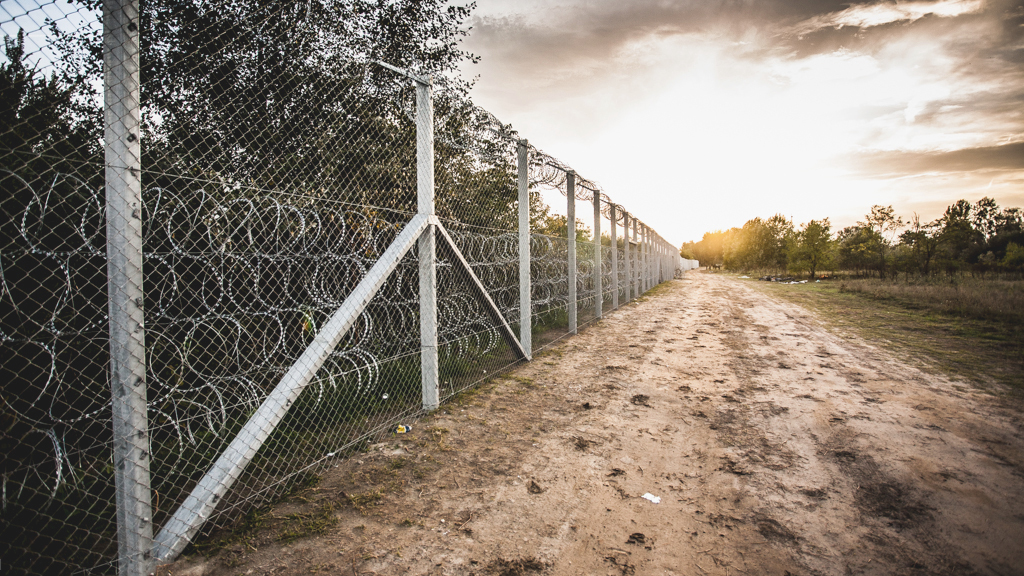
Magyarország–Szerbia határzár

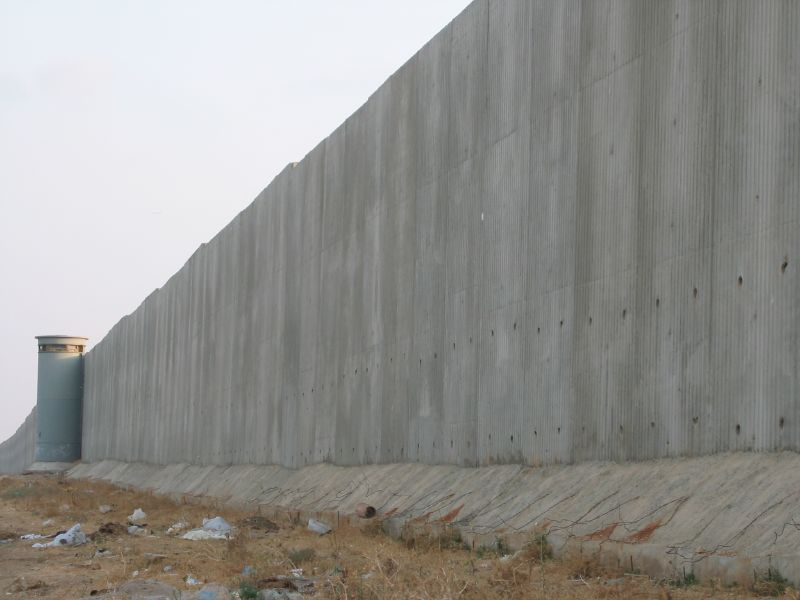
Izrael és Ciszjordánia között álló biztonsági fal

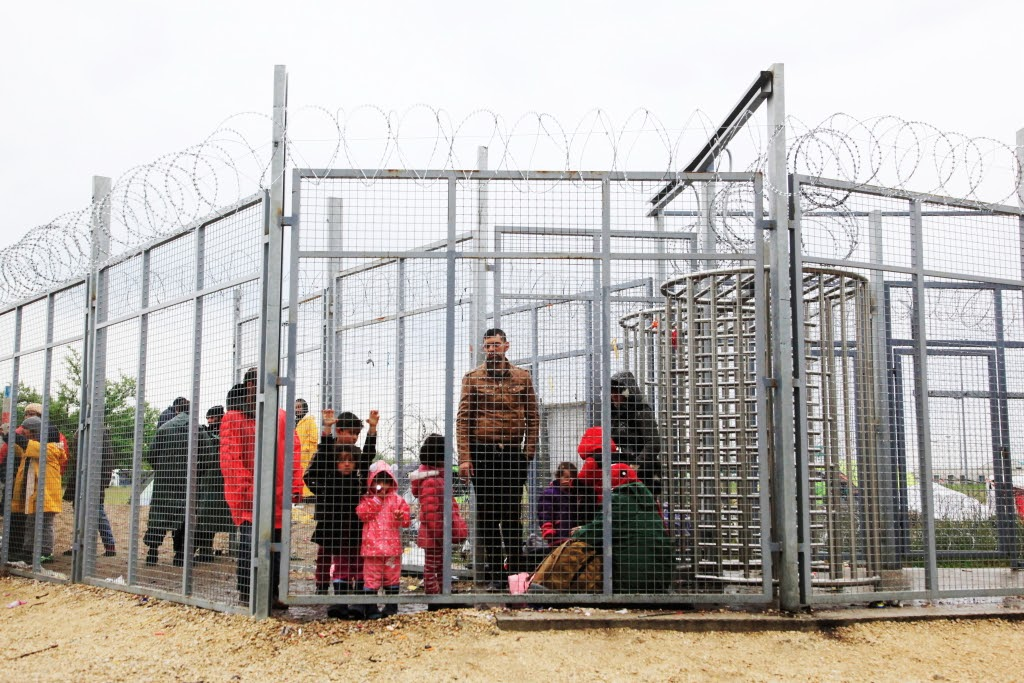
Beléptető kapu a déli határzárnál, Tompánál

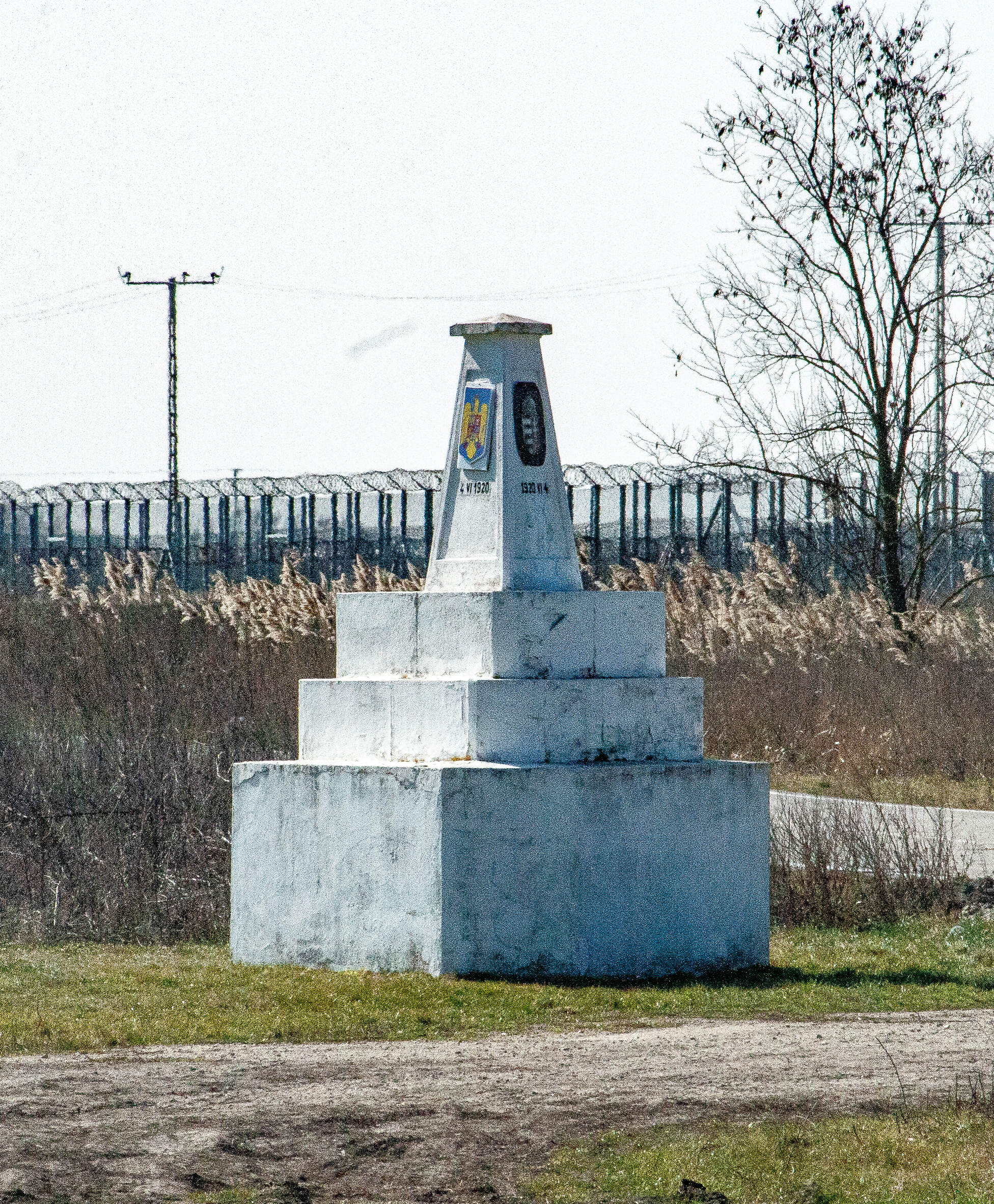
A magyar–román–szerb hármashatár Kübekházánál, háttérben a magyar műszaki határzár

A határzár olyan fal vagy kerítés, amit azért építettek, hogy megakadályozza személyek mozgását egy bizonyos vonalon vagy határon keresztül. Az építmények kialakítása és elhelyezése változó lehet az országhatárok és a domborzat figyelembevételével.
Közismert példák a történelemből az északi nomád törzsek ellen védő kb. 6000-7000 km hosszú kínai nagy fal, a Berlint évtizedekig kettéosztó berlini fal, vagy az Amerikai Egyesült Államok mexikói határán 2006 és 2010 között létesült kb. 1100 km-es határzár, illetve Magyarországon 1949 és 1989 között a vasfüggöny a magyar–osztrák határon és a 2015-ben épült határőrizeti célú ideiglenes kerítés a magyar–szerb és a magyar–horvát határon.

## Jelenleg működő, épülő vagy tervezett határzárak
| Név                              | Ország                          | Épült                                     | Hossz (km)             | Típus                                                               |
| -------------------------------- | ------------------------------- | ----------------------------------------- | ---------------------- | ------------------------------------------------------------------- |
| Belize–Guatemala                 | Belize                          | javasolt                                  | N/A                    | illegális bevándorlás ellen; vitatott terület                       |
| Botswana–Zimbabwe                | Botswana és Zimbabwe            | 2003                                      | 500                    | illegális bevándorlás ellen                                         |
| Brunei–Limbang                   | Brunei és Limbang               | 2005                                      | 20                     | illegális bevándorlás ellen                                         |
| Bulgária–Törökország             | Bulgária                        | 2014                                      | 85                     | illegális bevándorlás ellen                                         |
| Calais-i kerítés                 | Franciaország                   | 2015                                      | 3,2                    | illegális bevándorlás ellen                                         |
| Ceutai határzár                  | Spanyolország                   | 1993, 2005                                | 8                      | illegális bevándorlás ellen                                         |
| Lengyelország-Fehéroroszország   | Lengyelország                   | 2022                                      | 186                    | orosz behatolás és az általa szervezett illegális bevándorlás ellen |
| Finnország-Oroszország           | Finnország                      | 2023                                      | 200                    | orosz behatolás és az általa szervezett illegális bevándorlás ellen |
| Costa Rica–Nicaragua             | Costa Rica                      | javasolt                                  | N/A                    | illegális bevándorlás ellen                                         |
| Dél-Afrika–Zimbabwe              | Dél-Afrika                      | 2000-es évek                              | 2900                   | drog- és fegyvercsempészés, valamint illegális bevándorlás ellen    |
| Egyesült Amerikai Államok–Mexikó | Amerikai Egyesült Államok       | 2006-2021                                 | teljes hossz: 3360     | drogcsempészés és illegális bevándorlás ellen                       |
| Egyesült Arab Emírségek–Omán     | Egyesült Arab Emírségek és Omán | építés alatt                              | 410                    | illegális bevándorlás ellen                                         |
| Észtország–Oroszország           | Észtország és Oroszország       | 2023                                      | 106-108                | orosz behatolás, illegális kereskedelem és bevándorlás ellen        |
| Görögország–Törökország          | Görögország                     | 2012                                      | 10,5                   | illegális bevándorlás ellen                                         |
| Gázai fal                        | Egyiptom                        | 1979, (föld alatti kerítés: építés alatt) | 3,1                    | terrorizmus és illegális bevándorlás ellen                          |
| India–Banglades                  | India                           | építés alatt                              | 3268                   | illegális bevándorlás ellen                                         |
| India–Burma                      | India                           | építés alatt                              | 1624                   | drogcsempészés és terrorizmus ellen                                 |
| India–Kashmir                    | India                           | 2004                                      | 550                    | terrorizmus ellen; vitatott terület                                 |
| Irán–Pakisztán                   | Irán és Pakisztán               | építés alatt                              | 700                    | drogcsempészés ellen                                                |
| Kína–Hongkong                    | Hongkong                        | 1960-as évek                              | 32                     | illegális bevándorlás ellen                                         |
| Kazahsztán–Üzbegisztán           | Kazahsztán és Üzbegisztán       | 2006                                      | 45                     | drogcsempészés ellen                                                |
| Kína–Észak-Korea                 | Kína és Észak-Korea             | építés alatt                              | 1416                   | illegális bevándorlás ellen                                         |
| Koreai demilitarizált övezet     | Észak-Korea és Dél-Korea        | 1953                                      | 248                    | konfliktuszóna                                                      |
| Kruger Nemzeti Park              | Dél-Afrika és Mozambik          | 1975                                      | 120                    | illegális bevándorlás ellen                                         |
| Kuvait–Irak                      | Kuvait és Irak                  | 1991                                      | 193                    | konfliktuszóna                                                      |
| Lettország–Oroszország           | Lettország                      | építés alatt                              | 2015: 10 tervezett: 90 | illegális bevándorlás ellen                                         |
| Livánia - Fehéroroszország       | Litvánia                        | 2022                                      | 550                    | illegális bevándorlás ellen                                         |
| Magyarország–Horvátország        | Magyarország                    | 2015                                      | 41                     | Horvátország schengeni csatlakozását követően 2023-ban elbontva.    |
| Magyarország–Szerbia             | Magyarország                    | 2015                                      | 175                    | illegális bevándorlás ellen                                         |
| Malajzia–Thaiföld                | Thaiföld és Malajzia            | javasolt                                  | 650                    | terrorizmus ellen                                                   |
| Melillai határzár                | Spanyolország                   | 1998                                      | 11                     | illegális bevándorlás ellen                                         |
| Pakisztán–Afganisztán            | Pakisztán                       | javasolt                                  | 2400                   | terrorizmus ellen                                                   |
| Szaúd-Arábia–Irak                | Szaúd-Arábia és Irak            | 2006                                      | 900                    | konfliktuszóna; illegális bevándorlás ellen                         |
| Szaúd-Arábia–Jemen               | Szaúd-Arábia és Jemen           | 2004                                      | 75                     | illegális bevándorlás ellen                                         |
| Türkmenisztán–Üzbegisztán        | Türkmenisztán és Üzbegisztán    | 2001                                      | 1700                   | illegális bevándorlás ellen                                         |
| Ukrajna–Oroszország              | Ukrajna és Oroszország          | építés alatt                              | 2000                   | fegyvercsempészés ellen; konfliktuszóna                             |
| Üzbegisztán–Afganisztán          | Üzbegisztán és Afganisztán      | 2001                                      | 209                    | illegális bevándorlás ellen                                         |
| Üzbegisztán–Kirgizisztán         | Üzbegisztán és Kirgizisztán     | 1999                                      | 870                    | konfliktuszóna                                                      |
| Zöld vonal                       | Ciprus                          | 1974                                      | 180                    | konfliktuszóna                                                      |

## Fordítás
- Ez a szócikk részben vagy egészben  a   Border barrier című angol Wikipédia-szócikk ezen változatának fordításán alapul.  Az eredeti cikk szerkesztőit annak laptörténete sorolja fel. Ez a jelzés csupán a megfogalmazás eredetét és a szerzői jogokat jelzi, nem szolgál a cikkben szereplő információk forrásmegjelöléseként.